# Ябалаха III
Мар Ябалаха III (мирское имя — Маркос; 1244 — 13 ноября 1317, Мераге, Восточный Азербайджан) — католикос-патриарх Ассирийской церкви Востока с 1281 по 1317 год.

## Происхождение
Уйгур по национальности, родился в городе Кошанг в Китае, при рождении был назван Марком. Он был младшим из четырёх сыновей несторианского архидиакона Байниэля. Стал учеником отшельника раббана Саумы, а затем был пострижен в монахи.

## Путешествие на запад
Около 1278 года раббан Саума и Марк решили отправиться в паломничество в Иерусалим. Через Тангут, Хотан, Кашгар они прибыли в Талас, где находилась ставка Хайду-хана, внука Угэдэя, владевшего Туркестаном. Получив грамоты для безопасного проезда, монахи достигли Хорасана, где посетили несторианский монастырь близ города Туса. Прибыв в Азербайджан, они удостоились в городе Мераге встречи с несторианским католикосом маром Дынхой.
Получив благословение католикоса, раббан Саума и Марк пустились в паломничество по святым местам Сирии. Через Багдад они отправились в область Бет-Гармай, затем — в Арбелу, Мосул, Синджар, Низибию, Мардин и Джезирех. После этого, по поручению мара Дынхи, монахи побывали в ставке Абака-хана. Посетив затем армянский город Ани, они намеревались через Грузию продолжить путь в Святую землю, но узнав, что дорога крайне небезопасна, повернули назад.

## Избрание католикосом
В 1280 году Марк был рукоположён маром Дынхой в митрополиты Северного Китая под именем мар Ябалаха. Вскоре католикос скончался, и мар Ябалаха был избран главой Ассирийской церкви Востока (1281) при согласии Абака-хана.
Описание жизни мара Ябалахи III было составлено его близким сподвижником раббаном Саумой, и содержит как сведения о политике Монгольской империи, так и о визите в Европу с миссией от ильхана Аргуна. В данном произведении, вопреки жанру и духу времени, полностью отсутствует элемент чудесного, за исключением редких снов мара Ябалахи.

## Обращение в католичество и попытка унии
В мае 1304 года Ябалаха исповедовал католическую веру в письме, адресованном Папе Бенедикту XI, однако, уния была отвергнута большинством несторианских епископов.